# 贝勒河
贝勒河（法語：Belle，法語發音：[bɛl] ⓘ）是法国新阿基坦大区德塞夫勒省的河流，是布托訥河的右支流，长25千米。